# Southall
Southall – miasto Londynu, leżąca w gminie London Borough of Ealing. W 2011 miasto liczyło 97913 mieszkańców.